# 606 г. пр.н.е.

## Събития

### В Азия

#### Във Вавилония
- Набополaсар (626 – 605 г. пр.н.е.) е цар на Вавилония.[1]

#### В Сирия
- Египтяните предприемат контраофанзива срещу вавилонците и ги принуждават да влязат в бой при Кимуху, който е превзет от войниците на фараона, и няколко други сирийски градове, вследствие на което халдейският цар е принуден да отстъпи.[2]

### В Африка

#### В Египет
- Фараон на Египет е Нехо II (610 – 595 г. пр.н.е.).[3]

#### В Мидия
- Киаксар (625 – 585 г. пр.н.е.) е цар на Мидия.[4]